# Солнєчний (Бежецький район)
Солнєчний (рос. Солнечный) — селище в Бежецькому районі Тверської області Російської Федерації.
Населення становить 21 особу. Входить до складу муніципального утворення Житищенське сільське поселення.

## Історія
Від 2005 року входить до складу муніципального утворення Житищенське сільське поселення.

## Населення
| 2008 | 2010 |
| ---- | ---- |
| 42   | ↘21  |